# Skocze
Skocze (Duits: Skötschen; 1938-1945: Grönfleet) is een plaats in het Poolse woiwodschap Ermland-Mazurië, in het district Gołdapski. De plaats maakt deel uit van de stad- en landgemeente Gołdap.